# Lupe Ontiveros
Lupe Ontiveros (El Paso (Texas), 17 september 1942 als Guadalupe Moreno  – Whittier, 26 juli 2012) was een Amerikaans actrice. 
Zij speelde in verschillende films en televisieseries en ze was genomineerd voor een Emmy Award voor haar werk in Desperate Housewives en ontving voor haar rol in Chuck and Buck de "National Board of Review Award". Voor de film Real Women Have Curves ontving zij de "Special Jury Prize at Sundance". 
Ze zat op de El Paso High School en ging studeren aan de Texas Woman's University in Denton.
Ontiveros was eigenlijk een afgestudeerde maatschappelijk sociaal werkster en deed dat werk dan ook meer dan 18 jaar.
Toch kwam ze terecht in het acteerwereldje en brak door in 1983 met de film El Norte. 
Zij speelde meestal een huishoudster of grootmoeder met Latijns-Amerikaanse achtergrond, zoals te zien in The Goonies en in Dolly Dearest. Haar eerste rolletje was in 1976 in de tv-serie Charlie's Angels inderdaad als huishoudster. In de film Chuck & Buck speelt zij echter de strenge theaterdirecteur Beverly Franco. In 1997 speelt ze in de film Selena aan de zijde van Jennifer Lopez en in datzelfde jaar samen met Jack Nicholson in As Good as It Gets.
In 2007 speelde ze mee in de Kerstfilm This Christmas en haar laatste film bleek My Uncle Rafael te zijn in 2012.
Op televisie werd ze bekend in de serie Desperate Housewives als Juanita Solís, de achterdochtige schoonmoeder van Eva Longoria en speelde ook in Maya & Miguel (Abuela Elena), Greetings from Tucson (Magdalena), Veronica's Closet (Louisa) en Dudley (Marta).
Ze had gastrollen in onder anderen Hill Street Blues en Red Shoe Diaries.
Ze was getrouwd met Elías en had drie zonen. Ze woonden in Pico Rivera.
In 2012 overleed zij aan leverkanker.
- Bibsys: 7059567
- Biblioteca Nacional de España: XX1702452
- Bibliothèque nationale de France: cb145965755 (data)
- Gemeinsame Normdatei: 1081695048
- International Standard Name Identifier: 0000 0003 6579 6583
- Library of Congress Control Number: no2001075945
- Nationale Bibliotheek van Tsjechië: xx0173760
- Nationale Bibliotheek van Israël: 987007604313705171
- Nationale Bibliotheek van Polen: a0000001907346
- Système universitaire de documentation: 106997181
- Virtual International Authority File: 229490296
- WorldCat: E39PBJthbhVFxkx7dfcPJgVt8C